# التحيز الجنسي في صناعة التكنولوجيا
التحيز الجنسي في صناعة التكنولوجيا هو التمييز الجنسي المهني في صناعة التكنولوجيا. وقد جودل كثيرًا في وسائل الإعلام بأن النسبة المرتفعة من أعداد الرجال إلى النساء ومعدلات تخرج النساء من كليات الهندسة وثقافة الصناعة ذاتها، جميعها عوامل تسببت في تفاقم التحيز الجنسي في صناعة التكنولوجيا.

## الإحصاءات
سنة 1970، مُنحت 13.6% من درجات البكالوريوس في علوم الكمبيوتر وعلوم المعلومات في الولايات المتحدة للنساء. وبحلول عام 1984، ارتفع هذا الرقم إلى 37.1%. لكن سنة 2011، مُنحت 17.6 % فقط من درجات علوم الكومبيوتر الجامعية للنساء.
في مايو 2014، نشرت شركة جوجل على مدونتها الرسمية أن 30% فقط من موظفيها على مستوى العالم نساء.
في يناير 2015، ذكرت صحيفة نيويورك تايمز أن «أكبر شركات التكنولوجيا أصدرت تقارير تبين أن 30% فقط من موظفيها من النساء»، مع انخفاضٍ أكبر في نسبة الموظفات الفنيات في تلك الشركات.
وجد إحصاء أجرته مجلة فورتشن باستخدام بيانات خاصة باثنين وتسعين شركة لرأس المال المخاطر في الولايات المتحدة، البالغة ثروتها 200 مليون دولار فأكثر، بين عامي 2009 و2014، أن عدد الشركات التي لديها نسبة كبيرة من المساهمات النساء بلغ 17 فقط، وأن 4.2% فقط من الشركاء في مشاريع رؤوس الأموال هم من النساء.
وقد أنشئ موقع ويب مفتوح يوفر بيانات وإحصاءات عن التنوع الجنسي في شركات معينة.

## تقارير الإعلام
سنة 1997، شَكَت أنيتا بورغ، باحثة في شركة المُعَدات الرقمية (DEC) أن النساء «يتعرضن إلى تحيز جنسي مستتر يوميًا». آنذاك كانت امرأة واحدة فقط تتولى منصب مسؤولة تنفيذية بين أكبر شركات التكنولوجيا في منطقة وادي السيليكون، وهي كارول بارتز من شركة أوتوديسك، وكانت النساء يُدِرن 5.6% فقط من شركات التكنولوجيا الكبرى في المنطقة، البالغ عددها 1683. وكان الأمر أشد صعوبة بالنسبة لرائدات الأعمال الإناث. وقد ذهب 1,6% فقط من رأس مال المخاطر المستثمرة في صناعة التكنولوجيا التي يبلغ قدرها 33,5 مليار دولار من عام 1991 حتى الربع الثاني من عام 1996، إلى الشركات التي أطلقتها أو رأستها نساء.
كذلك انتُقد حدث جائزة كرانتشيز لعام 2015، الذي نظمته مدونات خاصة بشركات التكنولوجيا في وادي السيليكون، بسبب استخدامه لغة مهينة بحق المرأة.

## الأسباب المحتملة
وراء التحيز الجنسي في صناعة التكنولوجيا العديد من الأسباب المحتملة والنظريات.

### استثمار المنح المالية والاعتقاد الواعي بالاختلافات الفكرية بين الجنسين
يزعم بعض الباحثين الذين يدرسون التحيز الجنسي في صناعة التكنولوجيا أنه ما دام صناع القرار في صناعة التكنولوجيا يظنون غالبًا أن الرجال أكفأ من النساء تقنيًا، فإنهم سيعتقدون أن توظيف العاملين الذكور في مجال التكنولوجيا أفضل اقتصاديًا، وسيعطون الموظفين الذكور رواتب أعلى من الموظفات الإناث. ووفقًا لهذا النموذج، فإن هذه الاستثمارات تؤدي إلى منح المزيد من الفرص للموظفين الذكور وتمكنهم من تحقيق نتائج عالية الجودة، ما يعزز بدوره الانحياز الإحصائي المُستخدم حجةً للتفوق التقني للذكور، ما يؤدي إلى فرضية محققة لذاتها.

### الصور النمطية للجنسين
الرجال عادة أكثر سلطة وأكثر تأثيرًا من النساء. إذ إن المجتمع ينظر إلى النساء بوصفهن أقل تأثيرًا ولا يعدهن خبيرات في المهام والمجالات التي يعدها المجتمع «ذكورية». ولا تُعد المرأة ذات تأثير أو سلطة أكبر من الرجل إلا عندما تكون المهمة المكلفة بها هي مهمة أنثوية نمطية. إذ يؤدي انتهاك القواعد النمطية للجنسين إلى عقوبات اجتماعية. ويُعتقد أن الرجال أجرأ وأقدر على القيادة في بيئتهم، وأن النساء غير أنانيات وأكثر اهتمامًا بمن حولهن من الناس.

### التحيز جنسي ليس موجودًا بالأساس
وفقًا لدراسات تتعلق بتطور الأطفال في مرحلة الطفولة المبكرة، يُفضل الفتيان الألعاب التقنية، مثلًا السيارات ذات العجلات، في حين تفضل الفتيات الألعاب الاجتماعية، مثلًا الحيوانات ذات الفراء. الأمر نفسه ينطبق على صغار الحيوانات، قرود الريسوس والفيرفت التي لا يمكن القول بأنها كائنات «اجتماعية». إذن فإن التفضيلات القائمة على الجنس لدراسة موضوعات العلوم والتكنولوجيا والهندسة والرياضيات هي فطرية، وافتراض وجود تحيز من طرف ثالث خطأ في حد ذاته.

### الثقافة العلمية والهندسية والتكنولوجية
سنة 2006، قام مشروع يديره القطاع الخاص -أي لم تراجعه الأوساط الأكاديمية- وهو «استنزاف العقول الخفي» بتحليل مهن النساء في صناعات العلوم والهندسة والتكنولوجيا. وفقًا لما وجده مؤلفو البحث، قد تستبعد السمات التالية الخاصة بمجتمع مهن التكنولوجيا -التي تسمى أحيانًا «تأثير أثينا» - العاملات النساء:
- أسلوب التواصل الذكوري والأنشطة التي يقوم بها الذكور في مجموعات واستبعاد النساء.
- ساعات العمل غير المستدامة.
- الضغط المترتب على المرأة لإنجاب الأطفال أو رعايتهم.
- نقص الدعم التنظيمي عند خوضهن المجازفات.

رغم الرضا الذي تحصل عليه العديد من النساء عند انخراطهن في المهنِ العلمية والتكنولوجية والهندسية والرياضيات، فإن الدراسات تظهر أن السبب الرئيسي لعدم مشاركة النساء الشابات في مجالات العلوم والتكنولوجيا والهندسة والرياضيات منذ سن مبكرة قد يكون بسبب الرسائل المجتمعية التي تحثهن على المشاركة في مجالات أخرى. لذلك لا تشعر المرأة بالارتياح إزاء المشاركة في المجالات العلمية.

### بيئة يسيطر عليها الذكور
وفقًا لمقال نُشر في مجلة «أتلانتيك» الأمريكية، فإن النساء يتركن العمل في صناعة التكنولوجيا بضعف مُعدّل الرجال. ووفقًا لدراسات مختلفة، هناك نسبة غير متوازنة بين الجنسين في صناعة التكنولوجيا منذ البداية. وتشير التقديرات إلى أن النساء يشكلن 25% فقط من العاملين في هذه الصناعة. وإن 11% من المسؤولين التنفيذيين في صناعة التكنولوجيا من النساء. وقد نشرت جوجل بيانات توضح نسب العاملين الإناث والذكور داخل شركتها: 17% فقط من موظفي الشركة من النساء.

## التأثيرات
سنة 2004، كانت النساء يمثلن 4% فقط من القوة العاملة في مجال الهندسة في المملكة المتحدة. وكشفت استبانة «دايس» للرواتب إن متوسط أجور النساء العاملات في مجال تكنولوجيا المعلومات بين عامي 2008 و2009 كان أقل بنسبة 12.43% عن أجور الذكور. لكن من غير الواضح هل دراسة دايس تتناول تحديدًا التحيز القائم على أساس الجنس سببًا محتملًا لحصول المرأة على متوسط أدنى للمرتبات من الرجل في مجال عمل التكنولوجيا، أو هل الفجوة في الأجور بين الرجل والمرأة يمكن تفسيرها حسب الاختلافات في التدريب والأقدمية والكفاءة وساعات العمل الإضافية، أو متغيرات أخرى قد تؤثر في الراتب. إضافةً إلى عدم المساواة في الأجور، تشير إحدى الدراسات إلى أن النساء كثيرًا ما يستبعدن من شبكات العلاقات غير الرسمية داخل العمل ويصبحن هدفًا لبعض أنواع الإساءة مثل التحرش الجنسي.

## الحلول المقترحة
إن الأدوار والتوقعات النمطية للجنسين حاليًا قد تعمل على إعاقة دخول النساء إلى مجال التكنولوجيا واستدامته والنهوض به. ولمكافحة التحيز الجنسي في التكنولوجيا، اقترح الباحثون أن تصبح الشركات أكثر مسؤولية وتغير هيكلها التنظيمي بدلًا من أن تتوقع تكيف المرأة مع الحالة الراهنة لبيئة العمل. أحد التغييرات المقترحة يتمثل في تحقيق ما هو أكثر من مجرد نسبة تنوع جنسي بسيطة، إذ يتعين على الشركات أن تضمن أن بيئات عملها تسمح للأشخاص ذوي الخلفيات والأفكار المختلفة بالعمل بطريقة تعاونية لتحقيق الأهداف التنظيمية. وفقًا لآراء شيبينجر، لا ينبغي للنساء أن يُمثلن المهنة ويتشبهن بها، بل ينبغي لهن أن يُعدلنها. إن زيادة نسبة الأقليات في مجال عمل تكنولوجيا المعلومات لا يعني شيئًا إذا ما بقيت هذه الصناعة غير متعاونة وغير متكيفة.